# Viktor Pavičić
Pukovnik, vitez Viktor Pavičić (15. listopada 1898. - Staljingrad 20. (?) siječnja 1943.) bio je zapovjednik 369. pojačane pješačke pukovnije, hrvatske legionarske pukovnije (Verstärktes Kroatisches Infanterie-Regiment 369) na istočnom frontu od 26. lipnja 1942. do 14. siječnja 1943. Pavičić je zamijenio prvog zapovjednika 369. pukovnije pukovnika Ivana Markulja.  
Prije dolaska u 369. pukovniju, pukovnik Pavičić je bio zapovjednik Hrvatske Vojne Akademije NDH u Zagrebu, govoreći odlično njemački jezik. Nije poznato je li osim teorijskog znanja i par napisanih knjiga o taktici prije dolaska u Rusiju imao iskustva u borbenim operacijama.  

## Zapovjedništvo 369. pukovnije tijekom Staljingradske bitke
Pavičić vodi 369. pukovniju u njezinim najtežim danima od početka Staljingradske bitke pa sve do samog kraja i njemačke predaje Rusima. Pavičić je postao jedini hrvatski časnik 369. pukovnije koji je odlikovan njemačkim zlatnim križem za vojničke zasluge na istočnom frontu. Po svemu sudeći Pavičić je bio sposoban časnik koji je vješto vodio legionare tokom tih sudbonosnih dana od ljeta 1942. pa do kraha njemačke Staljingradske epopeje u siječnju 1943. g. Pavelićev osobni izvjestitelj iz Staljingrada pukovnik Sabljak ga ne spominje osobno, no hvali velike i neupitne krvlju plaćene uspjehe 369. pukovnije. Činjenica je da je Pavičić slično kao i njegovi njemački kolege pretrpio strašne sigurno demoralizirajuće gubitke u ljudstvu koje nisu dopunjene do zadnjeg dana borbi.
Važno je napomenuti da je pod Pavičićevim zapovjedništvom hrvatska legija jedna od rijetkih njemačkih postrojbi koja ispunjava navalne zadatke u Staljingradu i izbija na samu Volgu u svojem sektoru južno od tvornice "Crveni Oktobar".
Njemački major Helmut Welz piše da je tijekom borbi za zgradu br. 4 u "Crvenom Oktobru" sredinom studenog 1942. pukovnik Pavičić bio sasvim demoraliziran i utučen. Prema Welzu, Pavičić ga obavještava da mu je od 5.000 ljudi pukovnije preostalo manje od 300 borbeno sposobnih legionara razmještenih po sjevernoj strani tvornice i cijela topnička bojna. Pavičić prepušta Welzu da naredi zapovjedniku bojniku Brajkoviću i legionarima što god želi. Citira Welzu Nietzchea i izjavljuje da je njemu mjesto u domovini Hrvatskoj a ne ovdje s jadnim ostatkom izginule pukovnije. Bavi se podjelom velikog broja upravo pristiglih odlikovanja, cigareta i alkohola iz domovine i time jako iritira nervoznog Welza pred kojim je nemoguć zadatak. 11. studenog 1942. major Welz vodi jedan od zadnjih velikih napada njemačkih snaga u Staljingradu u kojem sudjeluju i hrvatski legionari. Welzovi inženjerci bezuspješno miniraju zgradu i uz velike žrtve bacačima plamena napadaju zgradu br. 4 u četiri navalne grupe s Brajkovićevim legionarima u drugom redu. Welz zapovijeda borbom u kojoj gine stotinjak njemačkih i tridesetak hrvatskih vojnika u jednom danu bez ikakvog uspjeha. O hrvatskim legionarima u tom napadu Welz piše da su mnogi bezobzirno hrabro ginuli dok drugi nisu glavu podigli sa zemlje. Za razliku od Welzovog, iz ratnog dnevnika 369. pukovnije se opet stječe dojam, da je Welz smušeno napao na vrlo uskom prostoru velikim snagama i bez točne orijentacije na bojištu što je rezultiralo ogromnim gubicima u vrlo kratkom vremenu.
Krajem rujna 1942. hrvatske legionare u Golubinskaji posjetio je poglavnik poglavnik Ante Pavelić koji je tom prigodom pukovniku Pavičiću dodijelio Vojnički red željeznog trolista III. stupnja.

## Smjena i Pavičićev nestanak (Staljingrad, siječanj 1943.)
Posljednjih dana bitke Pavičić je odlikovan i Vojničkim redom željeznog trolista II. stupnja, što mu je donijelo i titulu viteza NDH.
U opširnom pismu/izvještaju generalu Sanneu datiranom 11. siječnja 1943. pukovnik Pavičić piše da je sasvim demoraliziran i da mu je dan prije razbijena zadnja satnija i od nje preostalo 70 borbeno sposobnih legionara. Piše da ga legionari okrivljuju za stradavanje pukovnije a Pavičić šalje 12. siječnja 1943. na prvu crtu posljednjih 40 borbeno sposobnih ali neiskusnih pričuvnih legionara. Pavičić izjavljuje da nema snage uvjeriti preostale vojnike da se i oni žrtvuju.
Naredbom njemačkog generala Sannea od 14. siječnja 1943. pukovnika Pavičića nasljeđuje posljednji zapovjednik 369. pukovnije potpukovnik Marko Mesić.
Pavičić je nestao 20. siječnja 1943. tijekom zadnjih dana očajničkih borbi u opkoljenom Staljingradu. Nije poznato da li su pukovnika Pavičića strijeljali Nijemaci kao dezertera ili je poginuo u teškim borbama ili čak, po nekim izvorima, u padu zrakoplova. O Pavičićevim zadnjim danima može se nešto saznati iz pismenog svjedočenja narednika Egona Jurića u Zagrebu u proljeće 1943. Egon Jurić je evakuiran u jednom od zadnjih vrlo dramatičnih letova iz opkoljenog Staljingrada s posljednjom grupom ranjenih hrvatskih legionara u noći 22. na 23. siječnja 1943. a sačuvao je ratni dnevnik 369. pukovnije.
Po nekim izvorima (izjava pukovnika Mesića dana RSUP-u 1948.) komanda 100. njemačke divizije je radiovezom pukovnika Pavičića proglasila dezerterom nakon 15. siječnja 1943. I službeno se u NDH zapovjedništvu u Zagrebu znalo da je komanda 100. njemačke divizije formalno Pavičića proglasila dezerterom nakon 15.1.1943. No Pavičićev narednik Egon Jurić tvrdi da je pukovnik Pavičić imao službenu pismenu (navodno telefonom više puta odgađanu zbog pada Luftwaffe uzletišta Gumrak i Pitomnik) nikad povučenu dozvolu njemačkog komandanta 100. divizije generala Wernera Sannea da zrakoplovom napusti Staljingrad. General se nije vratio živ iz ruskog zarobljeništva. Narednik Jurić izjavljuje da general Sanne nije naknadnom pismenom naredbom poništio prijašnje službeno pismeno rješenje od 14. siječnja te je, koliko on zna, pukovnik Pavičić 20. siječnja 1943. odletio iz Staljingrada posjedujući sve potrebne dozvole.   
Glavno uzletište Pitomnik prestaje s letovima 15. siječnja, a zadnje polijetanje s pomoćnog uzletišta Gurmak bilo je noću 21. siječnja 1943. Izgleda da nakon noći 22. na 23. siječnja 1943. više nije bilo slijetanja ni polijetanja ni sa zadnje kratke pomoćne piste 'Staljingradskaja'. Lako je moguće da je Pavičić poginuo u bombardiranju ili u borbama ili da ga je strijeljala nemilosrdna njemačka vojna policija na uzletištu Gumrak ili Pitomnik u tim očajničkim zadnjim danima kad su se i teški ranjenici borili za mjesto na rijetkim zrakoplovima. Izgleda da je u očaju bilo i puno teških samoranjavanja 'kroz deku' u predjelu trupa da bi rane bile teške i opasne i time kvalificirale ranjenika za zrakoplovnu evakuaciju.  
Druga mogućnost je da je zrakoplov u kojem je bio Pavičić bio jedan od desetaka koji su oboreni ili se srušili tih dana tokom zadnjih očajničkih letova Luftwaffe pilota kad se slijetalo pomoću radio navigacije na jedva osvijetljena uzletišta pod vatrom na par stotina metara iznad nadirućih ruskih tenkova, samo noću u duboki snijeg na -30°C nekoliko stotina metara od ruskih postrojbi. Michael Deiml, mehaničar u posadi jednog od posljednjih Luftwaffe letova u opkoljeni Staljingrad opisuje svoje zadnje noćno polijetanje u noći 22. na 23. siječnja 1943. s 8 teških ranjenika.  Veći broj Luftwaffe zrakoplova se razbio u noći 21. na 22. siječnja tijekom pokušaja slijetanja i borbenog djelovanja.  Deimlova posada je dopremila kruh i streljivo i došla po teško ranjene zrakoplovce. Sletjeli su po mraku na hladnoći ispod -30°C u nemogućim uvjetima pola metra dubokog ugaženog snijega, ruskih napada u blizini i navale njemačkih vojnika i teških ranjenika na njegov zrakoplov koji je stajao s upaljenim motorima. Deiml iznosi strašne detalje o, po njemu vjerojatno zadnjem, njemačkom polijetanju iz Staljingrada i jednom ranjeniku koji se bez dozvole očajnički uspio ubaciti u njegov zrakoplov. Deiml tvrdi da je već danju 23. siječnja 1943. Staljingradskaja pala i da su od tog dana mogli još samo bacati opremu i hranu iz zraka.

## Vanjske poveznice
- Originalna skica položaja 369. pukovnije 24. i 25. studenog 1942.  Arhivirana inačica izvorne stranice od 24. rujna 2015. (Wayback Machine)
- Originalna skica mjesta stanovanja u Staljingradu 369 pukovnije.
- Slike i dosta stari nepotpuni/krivi tekst na engleskom o pukovniji.
- Neke rijetko viđene slike 369. pukovnije[neaktivna poveznica]